# Le Merle noir
Le Merle noir est une composition de musique de chambre d'Olivier Messiaen pour flûte et piano.

## Présentation
Commandé en 1951 pour le concours de flûte du Conservatoire de Paris de l'année suivante, Le Merle noir est composé en mars 1952 et créé en juin 1952 par les élèves de la classe de Gaston Crunelle accompagnés par Noël Lee au piano,.
Olivier Messiaen était intéressé par l'ornithologie et plus particulièrement par les performances vocales des oiseaux. Bien que n'étant pas sa première œuvre à intégrer des chants d'oiseaux stylisés, Le Merle noir a été la première à être fondée principalement sur le chant d'un oiseau et elle préfigure plusieurs œuvres issues de cette même inspiration.
Avec la fauvette à tête noire et la fauvette des jardins, le merle noir est un des trois oiseaux dont le chant est le plus cité par Messiaen.

## Analyse
De forme générale AA'B, la partition repose « sur une section principale, introduite par une cadence de la flûte (« un peu vif, avec fantaisie ») et suivie d'un dialogue entre les deux instruments (« presque lent, tendre »), qui sera redonnée une seconde fois avec des variantes, avant qu'une brillante conclusion (« vif ») ne vienne achever la pièce ».
La durée moyenne d'exécution de l'œuvre est de six minutes environ,.